# La presa nua
La presa nua (títol original en anglès The Naked Prey) és una pel·lícula d'aventures estatunidenca del 1965 escrita i dirigida per Cornel Wilde, qui també hi interpreta el paper principal. Fou rodada al Veld sud-africà, i la trama de la pel·lícula se centra al voltant d'un guia de safari que intenta sobreviure en el dur entorn tot intentant evitar la mort a mans de nadius africans venjatius. La història es basa en les experiències de l'explorador estatunidenc John Colter. El guió va proporcionar als escriptors Clint Johnson i Don Peters una nominació a l'Oscar al millor guió original.
La pel·lícula es va projectar al Festival Internacional de Cinema de Sant Sebastià 1965 abans ser llançament als Estats Units el 23 de març de 1966. Feta amb un pressupost escàs de menys de 700.000 dòlars, la pel·lícula es va rodar completament al sud d'Àfrica. Ha estat doblada al català i emesa per TV3 el 2 de juliol de 1990.

## Sinopsi
El cap d'un safari, en algun lloc de l'Àfrica, supervisa un grup de caçadors poc favorables que rebutgen els regals habituals als guerrers d'un poble de la sabana. Es vengen atacant els caçadors, capturant-los i matant-los després d'una horrible tortura. Al cap del safari li reserven un destí diferent: només li deixen una peça de roba, una llança i un llarg avantatge abans de llançar-se a la recerca. Es converteix en "la presa nua". Per resistència, astúcia, coratge i perquè és tan implacable com els seus perseguidors, l'heroi s'escaparà d'ells enmig d'una naturalesa hostil on els homes són tan cruels com els animals. L'únic moment pacífic i ple d'humanitat: la breu trobada amb una jove, l'única supervivent d'un poble atacat per traficants d'esclaus.

## Repartiment
- Cornel Wilde com a Home: El protagonista sense nom de la pel·lícula i l'anònima “presa nua”. És un guia de safari professional que queda com a únic supervivent del seu grup després que tots els altres membres siguin assassinats pels nadius.
- Gert van den Bergh com a 2n home: Membre de la tropa de safari. És assassinat per la tribu.
- Ken Gampu com a líder dels guerrers: El líder de la tribu que no és respectat pels viatgers del safari.
- Bella Randels com a noia: una noia nativa que salva el guia del safarivd'ofegar-se i l'acompanya en el seu passatge.
- Patrick Mynhardt fa tres papers: responsable del Safari, comerciant d'esclaus i soldat irlandès.
- Sandy Nkomo, Eric Mcanyana, John Marcus, Richard Mashiya, Franklyn Mdhluli, Fusi Zazayokwe, Joe Dlamini, Jose Sithole i Horace Gilman interpreten als guerrers que persegueixen al guia.

## Producció
La presa nua va ser filmada a localitzacions d'Àfrica del Sud. El guió de la pel·lícula tenia només nou pàgines. Els títols d'obertura de la pel·lícula anaven acompanyats de pintures il·lustrades per l'artista local Andrew Motjuoadi.

## Recepció crítica
El diàleg mínim, les configuracions africanes ricament realitzades i l'èmfasi en fer que "la persecució (i el combat violent pel camí) sigui un tema a si mateix, en lloc del clímax d'una història convencional" distigueixn la presa nua com una pel·lícula d'aventures innovadora i influent. Tanmateix, tot i que avui es considera un petit clàssic, va rebre crítiques mixtes en el moment del seu llançament. Robert Alden, de The New York Times, reaccionant davant la brutalitat d'algunes de les primeres escenes, va rebutjar la pel·lícula com a "entreteniment de pel·lícules de cinema pobra i insípida", però va reconèixer la seva "autèntica ambientació africana" i "l'ús efectiu dels tambors tribals i música autòctona." Roger Ebert de Chicago Sun-Times, prenent un enfocament diferent, va anomenar La presa nua "pura fantasia" de la varietat de "grans caçadors blancs", i va afegir desdenyosament: "És clar, és agradable pensar que podríeu superar mitja dotzena de guerrers africans escollits a mà simplement perquè haguessis estat a la universitat i haguessis llegit Thoreau, però el cert és que t'havien clavat abans de travessar el riu i entre els arbres."
Altres crítics, però, es van mostrar més entusiastes. A Time, la pel·lícula va ser descrita com "una èpica clàssica de supervivència, amb una sola idea i sense temps per a rosses esvaïdes o falsos herois", on "els nadius no són els negres sense rostre habituals, sinó éssers humans amb la capacitat de violència que l'heroi aprèn ràpidament." El crític de Variety elogiava l'ús en estil documental de la fotografia natural per mostrar "el patró de reposar, mort sobtada i després reposar" que caracteritza tota la persecució.
Retrospectivament, la recepció de la pel·lícula ha augmentat. Al lloc web de l'agregador de revisions Rotten Tomatoes, la pel·lícula té una qualificació d'aprovació del 86 % basada en 14 ressenyes, amb una nota mitjana de 6,93/10. Metacritic va donar a la pel·lícula una nota de 64 sobre 100 que indica "crítiques generalment favorables, basades en 12 ressenyes". El juliol de 2016, Matthew Thrift del British Film Institute va nomenar la pel·lícula entre les deu més grans "pel·lícules de persecució" i va elogiar el seu "exuberant objecte de pantalla panoràmica" que "capta tota la bellesa natural i la brutalitat de la sabana africana".